# Americká rapsodie
Americká rapsodie (v anglickém originále An American Rhapsody) je americko-maďarský dramatický film z roku 2001. Režisérkou filmu je Éva Gárdos. Hlavní role ve filmu ztvárnili Nastassja Kinski, Scarlett Johansson, Tony Goldwyn, Mae Whitman a Ágnes Bánfalvy.

## Obsazení
| Nastassja Kinski      | Margit Sandor            |
| Scarlett Johansson    | Suzanne Sandor           |
| Tony Goldwyn          | Peter Sandor             |
| Mae Whitman           | Maria Sandor             |
| Ágnes Bánfalvy        | Helen                    |
| Kelly Endrész Banlaki | Suzanne Sandor (5-6 let) |
| Raffaella Bánsági     | Suzanne Sandor (mladá)   |
| Larisa Oleynik        | Maria Sandor (18 let)    |
| Colleen Camp          | Dottie                   |